# 新疆菜
新疆菜是清真菜的一个分支，受波斯菜影响较大，亦受到中国内地汉族、回族等菜肴的影响。不同民族有不同菜肴，但食材均以牛羊肉为主。

## 主食

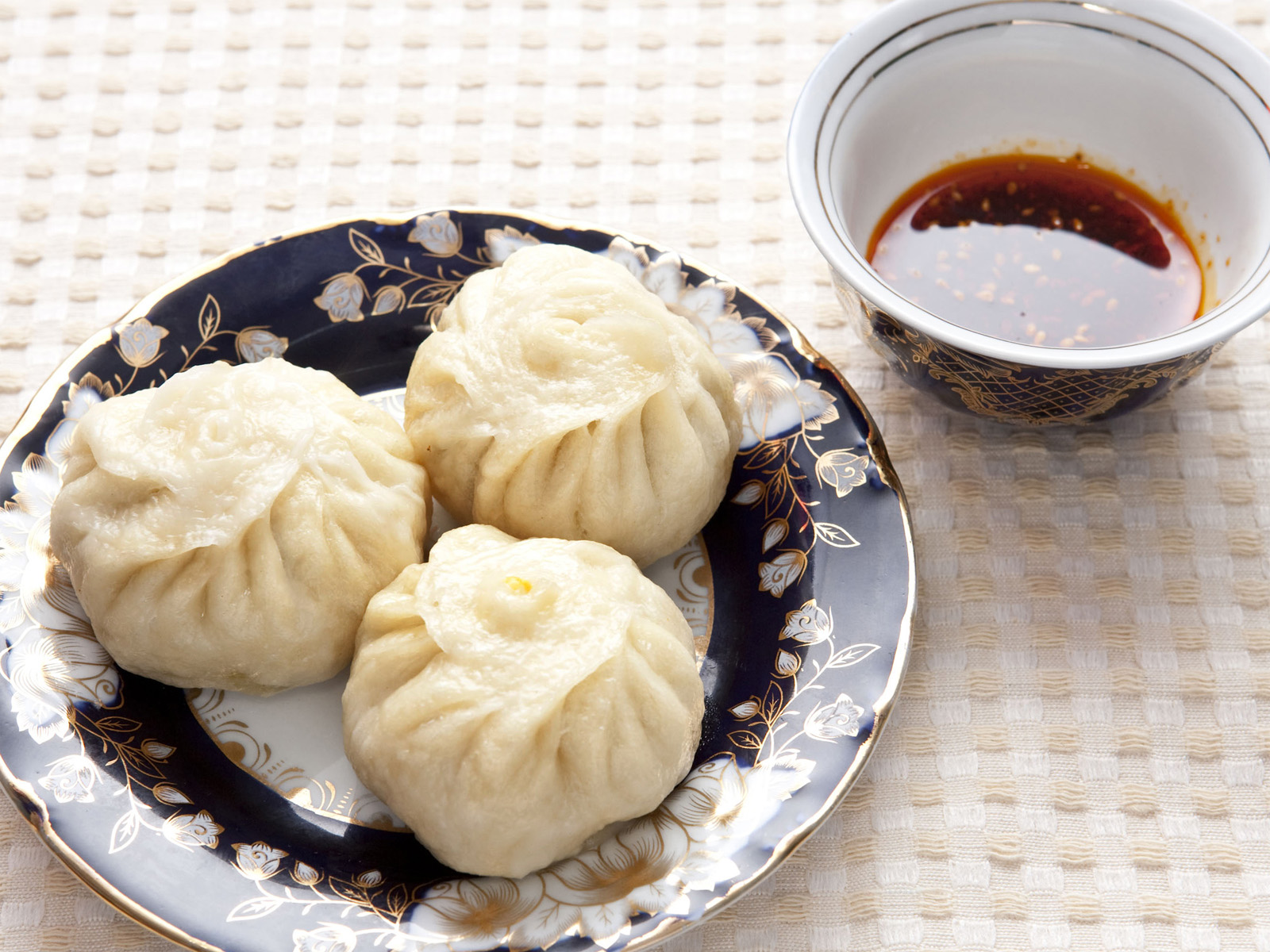
一份维吾尔蒸包子（维吾尔语：مانتا, manta）

- 馕，类似面包的圆形面饼，干旱气候下可长时间保藏。是新疆常见的主食。
- 抓饭，肉抓饭通常用肉块（可用羊肉、牛肉、鸡肉或马肉）、胡萝卜、食用油和大米一次焖制而成。不同地区不同风味，且分有甜咸版本。以前吃抓饭时都是直接用手抓食，而近十几年城市中早已改为常用勺子吃。
- 烤包子
- 蒸包子
- 拉条子
- 油塔子

## 菜式
- 大盘鸡，主要原料是鸡肉和辣椒，风味偏辣，份量足。通常配以皮带面。
- 馕包肉

## 烧烤
烤肉，通常认为是目前中國地區最流行的新疆食品，加以孜然和辣椒粉。
- 馕坑肉

## 凉菜
- 皮辣红（洋葱、青椒、西红柿沙拉）
- 酸奶黄瓜沙拉
- 米肠、面肺子

## 甜食
- 酸奶配葡萄干
- 玛仁糖
- 巴哈力
- 玛洛什

## 相關書目
- 陳海茵. . 台灣: 時報數位傳播. 2008-07. ISBN 9789868291072 （中文）.
- 好豆網. . 大陸: 東方出版社. 2013-01. ISBN 9787506050777 （中文）.